# Diócesis de Engativá
La diócesis de Engativá (en latín: Dioecesis Engativensis) es una circunscripción eclesiástica de la Iglesia católica en Colombia. Se trata de una diócesis latina, sufragánea de la arquidiócesis de Bogotá. Desde el 29 de junio de 2024 su obispo es Germán Medina Acosta.

## Territorio y organización
La diócesis tiene 132 km² y extiende su jurisdicción sobre los fieles católicos de rito latino residentes en la localidad de Engativá y parte de la de Suba en el distrito Capital; y el municipio de Cota en la provincia de Sabana Centro del departamento de Cundinamarca.
La sede de la diócesis se encuentra en la ciudad de Bogotá, dentro de la jurisdicción de la localidad de Engativá, en donde se halla la Catedral de San Juan Bautista de la Estrada.

### División pastoral
En 2021 en la diócesis existían 66 parroquias, 4 proyectos parroquiales y 1 santuario, agrupadas en 10 arciprestazgos y estos a su vez en 3 vicarías episcopales territoriales:
| Zonas pastorales                                         | Arciprestazgos | Parroquias | Vicario episcopal                 |
| Vicaría episcopal territorial Nuestra Señora del Rosario | 3              | 25         | Pbro. Luis Eduardo Sanchez Moreno |
| Vicaría episcopal territorial de la Sagrada Eucaristía   | 4              | 28         | Pbro. Juan Carlos Rodríguez       |
| Vicaría episcopal territorial San Francisco de Asís      | 3              | 21         | Pbro. Santiago Janer Sarmiento    |

### Parroquias
- Catedral San Juan Bautista (Engativá)
- Cristo Luz de Las Gentes (Engativá)
- Cristo Sacerdote (Engativá)
- Inmaculada Concepción (Suba Centro)
- Jesucristo, Camino, Verdad y Vida (Engativá)
- Jesús Siervo De Yahveh (Engativá)
- La Encarnación (Engativá)
- Las Bienaventuranzas (Engativá)
- Madre del Divino Niño (Engativá)
- Madre del Redentor (Suba)
- Madre del Verbo Divino (Engativá)
- Madre de La Divina Gracia (Engativá)
- María Madre Admirable (Suba)
- Nuestra Señora del Camino (Engativá)
- Nuestra Señora de Copacabana (Engativá)
- Nuestra Señora de Fátima (Suba)
- Nuestra Señora de La Consolación (Engativá)
- Nuestra Señora de la Reconciliación (Engativá)
- Nuestra Señora de Luján (Engativá)
- Nuestra Señora del Perpetuo Socorro (Engativá)
- Nuestra Señora del Rocío (Engativá)
- Nuestra Señora del Rosario (Cota)
- Nuestra Señora del Topo (Engativá)
- Padre Nuestro (Engativá)
- Sagrada Eucaristía (Cota)
- San Agustín (Engativá)
- San Anselmo (Engativá)
- San Basilio Magno (Engativá)
- San Calixto (Engativá)
- San Carlos Borromeo (Engativá)
- San Dionisio (Suba)
- San Ezequiel Moreno (Engativá)
- San Felipe Apóstol (Engativá)
- San Francisco de Borja (Engativá)
- San Jerónimo (Engativá)
- San Joaquín (Engativá)
- San Juan Bautista Scalabrini (Engativá)
- San Juan de Mata (Engativá)
- San Juan Eudes (Engativá)
- San Juan Evangelista (Engativá)
- Parroquia San Juan Pablo II (Engativá)
- San Juan XXIII (Engativá)
- San Lorenzo Diácono Y Mártir (Engativá)
- San Miguel Arcángel (Engativá)
- San Pedro Apóstol (Engativá)
- San Silvestre (Engativá)
- San Simón Apóstol (Engativá)
- Santa Ángela Merici (Engativá)
- Santa Catalina de Siena (Engativá)
- Santa Gertrudis (Suba)
- Santa Juana de Lestonnac (Engativá)
- Santa Laura Montoya (suba)
- Santa Magdalena de Nagasaki (Engativá)
- Santa María de los Siervos (Engativá)
- Santa María del Lago (Engativá)
- Santa María Virgen (Engativá)
- Santa Mariana de Jesús (Engativá)
- Santísimo Redentor (Engativá)
- Santísimo Sacramento (Engativá)
- Santo Tomas de Villanueva (Engativá)
- Santos mártires Gervasio y Protasio (Engativá)
- Santuario Señor de Los Milagros (Engativá)
- Señor de La Misericordia (Engativá)
- Todos Los Santos (Engativá)
- Madre del Verbo Divino (Engativá)

## Historia
La diócesis fue erigida el 6 de agosto de 2003 por el papa Juan Pablo II por medio de la Constitución Apostólica "Ad Efficacius Providendum", su jurisdicción comprende el municipio de Cota, el territorio completo de la localidad bogotana de Engativá (donde se encuentra la sede) y de la localidad de Suba solo corresponden a la Diócesis las Unidades de Planeamiento Zonal -UPZ- de: Suba, Tibabuyes y El Rincón, el resto le corresponde a la Arquidiócesis de Bogotá. Tiene una extensión de 133 kilómetros cuadrados, en los que viven aproximadamente 1,5 millones de habitantes. 
En 1970 Aníbal Muñoz Duque siendo arzobispo coadjutor de la arquidiócesis de Bogotá y administrador apostólico de la misma, promovió la creación de "vicarias pastorales" dentro de su populosa jurisdicción, buscando una mejor organización de la arquidiócesis. Muñoz Duque tenía en la mira la posibilidad de que estas zonas pastorales se convirtieran en un futuro en diócesis independientes, para así procurar una mejor atención pastoral y administrativa en las áreas donde el aumento de la población y el desarrollo urbano lo requería, para lo cual, presentó un proyecto a la Santa Sede para tal fin.
En ese mismo año, Muñoz creó en el noroccidente de la ciudad de Bogotá la vicaria de la Sagrada Eucaristía, en ese entonces con 21 parroquias, y como su primer vicario nombró al presbítero Carlos Sánchez Torres.
En 1992 dado el crecimiento demográfico de la capital, el cardenal y arzobispo de Bogotá Mario Revollo Bravo, estableció la vicaria de San Pedro, al frente de la cual continuo Sánchez Torres y en la vicaria de la Sagrada Eucaristía fue nombrado el presbítero Carlos Julio López. El 3 de mayo de 1996 el cardenal y arzobispo de Bogotá Pedro Rubiano Sáenz establece las vicarias pastorales en zonas pastorales episcopales colocando al frente de ellas a sus obispos auxiliares.
Ya para el 2002 la arquidiócesis de Bogotá llegó a tener más de 6 500 000 feligreses y más 340 parroquias, aumentado la complejidad pastoral.
El 6 de agosto de 2003 el papa Juan Pablo II erigió las llamadas diócesis urbanas de Fontibón, Engativá, y Soacha, con territorio desmembrado de la arquidiócesis de Bogotá y que corresponden a antiguas zonas pastorales de Bogotá. La diócesis de Engativá fue erigida mediante la bula Ad efficacius providendum, inicialmente con 48 parroquias. Además, según bula Cum primus praeficiendus expedida en esa misma fecha, se nombró como obispo de la nueva jurisdicción a Héctor Gutiérrez Pabón, quien tomó posesión el 21 de septiembre de 2003. Durante el mes de junio de 2015 el hasta entonces obispo de la diócesis renunció a su cargo a causa de su edad siendo esta aceptada.

## Estadísticas
Según el Anuario Pontificio 2022 la diócesis tenía a fines de 2021 un total de 1 607 660 fieles bautizados.
| Año                                                                             | Población | Población | Población      | Sacerdotes | Sacerdotes | Sacerdotes | Católicos por sacerdote | Diáconos permanentes | Religiosos | Religiosos | Parroquias y cuasiparroquias |
| Año                                                                             | Católicos | Total     | % de católicos | Total      | Diocesanos | Regulares  | Católicos por sacerdote | Diáconos permanentes | Masculinos | Femeninos  | Parroquias y cuasiparroquias |
| ------------------------------------------------------------------------------- | --------- | --------- | -------------- | ---------- | ---------- | ---------- | ----------------------- | -------------------- | ---------- | ---------- | ---------------------------- |
| 2003                                                                            | 1 140 000 | 1 332 728 | 85.5           | 71         | 49         | 22         | 16 056                  |                      | 22         | 46         | 48                           |
| 2004                                                                            | 1 100 000 | 1 332 728 | 82.5           | 70         | 30         | 40         | 15 714                  | 10                   | 100        | 70         | 52                           |
| 2006                                                                            | 1 119 000 | 1 356 000 | 82.5           | 94         | 59         | 35         | 11 904                  | 16                   | 97         | 84         | 55                           |
| 2013                                                                            | 1 266 000 | 1 484 000 | 85.3           | 82         | 46         | 36         | 15 439                  | 27                   | 93         | 44         | 62                           |
| 2016                                                                            | 1 669 000 | 2 124 000 | 78.6           | 157        | 92         | 65         | 10 630                  | 36                   | 260        | 236        | 64                           |
| 2019                                                                            | 1 576 816 | 2 153 420 | 73.2           | 181        | 106        | 75         | 8711                    | 36                   | 179        | 286        | 66                           |
| 2021                                                                            | 1 607 660 | 1 936 700 | 83.0           | 188        | 113        | 75         | 8551                    | 36                   | 185        | 286        | 66                           |
| Fuente: Catholic-Hierarchy, que a su vez toma los datos del Anuario Pontificio. |           |           |                |            |            |            |                         |                      |            |            |                              |

## Episcopologio
- Héctor Luis Gutiérrez Pabón † (6 de agosto de 2003 - 26 de junio de 2015 retirado)
- Francisco Antonio Nieto Súa (26 de junio de 2015 - 29 de junio de 2024 retirado)
- Germán Medina Acosta, desde el 29 de junio de 2024 - Actualmente